# José Antonio Tejedor
José Antonio Tejedor Sanz (Pedrajas de San Esteban, 2 de noviembre de 1943-Nava del Rey, 2 de junio de 2025) fue un futbolista español que se desempeñó en la posición de delantero. Disputó un total de cinco temporadas en Primera División y otras cinco en Segunda.

## Trayectoria

### Como jugador
| Club                             | Años        | Partidos (Goles) |
| -------------------------------- | ----------- | ---------------- |
| Real Valladolid                  | 1964 - 1967 | 62 (19)          |
| Real Zaragoza                    | 1967 - 1970 | 45 (12)          |
| Real Club Deportivo de La Coruña | 1970 - 1973 | 20 (2)           |
| Real Valladolid                  | 1973 - 1974 | 18               |

### Como entrenador
Tras su retirada, dirigió al equipo juvenil y filial del Real Valladolid. Posteriormente, entrenó en la Segunda División B en dos etapas:
| Club                 | Años        | Categoría                             |
| -------------------- | ----------- | ------------------------------------- |
| Gimnástica Medinense | ¿? - 1986   | Tercera División                      |
| Real Ávila           | 1986 - 1989 | Tercera División y Segunda División B |
| Real Ávila           | 1993 - 1994 | Segunda División B                    |
| Palencia C. F.       | 1994 - 1995 | Segunda División B                    |